# Nomada kaguya
Nomada kaguya är en biart som beskrevs av Hirashima 1953. Nomada kaguya ingår i släktet gökbin, och familjen långtungebin. Inga underarter finns listade i Catalogue of Life.